# Lena Louarn
Pour les articles homonymes, voir Louarn.
 (mai 2020).
Si vous disposez d'ouvrages ou d'articles de référence ou si vous connaissez des sites web de qualité traitant du thème abordé ici, merci de compléter l'article en donnant les références utiles à sa vérifiabilité et en les liant à la section « Notes et références ».
Lena Louarn est une militante bretonne et personnalité politique française, née le 13 août 1950 à Villeneuve-Saint-Georges (Seine-et-Oise).
Lena Louarn est titulaire d’un diplôme de secrétariat médical, du D.E.C. et de la licence de breton. Elle est membre de la liste Régions et peuples solidaires de Max Simeoni aux élections européennes de 1994, puis est élue, en 2010, sur la liste La Bretagne Solidaire, Créative et Responsable avec Jean-Yves Le Drian.

## Origines
Lena Louarn naît à Villeneuve-Saint-Georges le 13 août 1950 d'Alan Louarn (Alain Le Louarn) et de Noela Olier (Noëlle Ollivier, sœur de Youenn Olier). Comme ses frères et sœurs, elle grandit en région parisienne où son père, interdit de séjour en Bretagne pour faits de collaboration pendant la guerre, s'est installé avec d'autres militants nationalistes. Elle est élevée en langue bretonne avec ses neuf frères et sœurs dont Tangi et Malo.
En 1962, la famille retourne en Bretagne où Alan Louarn crée le bureau de renseignements, Brudañ ha Skignañ à Rennes, place des Lices.

## Promotion de la culture bretonne
Elle rejoint Skol An Emsav (centre d’enseignement pour adultes) en 1971, dont certains membres contribuent plus tard à organiser Diwan. Elle se définit comme « anti-impérialiste et progressiste contre les jacobins »[réf. nécessaire]. Elle est cofondatrice de l'école Diwan de Rennes en 1978.
Après plusieurs années au secrétariat du mensuel Bremañ elle finit par en prendre la direction.
Elle est présidente de l’Office de la langue bretonne, créé le 1er mai 1999 et directrice du mensuel en breton Bremañ. Coordinatrice du Conseil Culturel de Bretagne. Lena Louarn a été désignée « Bretonne de l’année » 1999 par Armor Magazine, et décorée de l'Ordre de l'Hermine en 2000. Après plusieurs années de présidence de Skeudenn Bro Roazhon (fédération des associations culturelles bretonnes du Pays de Rennes), elle en est restée membre du bureau en tant que secrétaire. Elle fait aussi partie du Comité consultatif à l'identité bretonne créé par Edmond Hervé, maire de Rennes, et du Conseil d’administration de l’OSCR (Office social et culturel rennais) pour la Culture bretonne du Pays de Rennes. Elle est mère de deux enfants : Glenn et Bleunienn.
Lors des élections régionales de 2010, elle figure en 11e position sur la liste présentée dans le Finistère par Jean-Yves Le Drian. Le 21 mars 2010, elle est élue conseillère régionale puis sixième vice-présidente du Conseil régional de Bretagne, chargée des langues de Bretagne.

## La langue bretonne
Elle déclare en 2004, à l'occasion de la première « Journée de la langue bretonne » qui réunit 3 000 personnes sur le site des Vieilles Charrues, à Carhaix : « Tous les éléments sont réunis pour relancer notre langue. De nombreux outils ont été créés pour promouvoir le breton, tant dans le domaine de l'éducation, des médias, que dans la vie publique. » Et surtout, dans la population, « le sentiment est favorable. Il faut mieux coordonner tous ces efforts. Et changer de braquet ! » Comment accélérer le mouvement ? « Il faut mettre un terme à l'effondrement du nombre de locuteurs le plus tôt possible en ouvrant de nouveaux terrains à la langue afin que l'on puisse l'utiliser en toutes occasions. Et en favorisant le lien entre les différentes générations de locuteurs. »